# Bożena Iwaszkiewicz-Wronikowska
Bożena Regina Iwaszkiewicz-Wronikowska (ur. 5 stycznia 1950 w Słupsku) – polska historyk sztuki wczesnochrześcijańskiej.

## Życiorys
Magisterium w 1973 na UW (Fryz z ptakami z pierwszej Katedry w Faras; promotor: Kazimierz Michałowski). W 1985 licencjat w Papieskim Instytucie Archeologii Chrześcijańskiej w Rzymie. Zatrudniona na KUL od 1974. Doktorat w 1984 (Motywy ikonograficzne malowideł przedkonstantyńskich w chrześcijańskich katakumbach Rzymu; promotor: Barbara Filarska) i habilitacja w 1996 (Vestigia christianorum. Świadectwa obecności chrześcijan w Rzymie przedkonstantyńskim) tamże. Od 1995 profesor nadzwyczajny KUL. Od 1995 kierownik Katedry Historii Sztuki Starożytnej i Wczesnochrześcijańskiej KUL. Dyrektor Instytutu Historii Sztuki Katolickiego Uniwersytetu Lubelskiego.

## Wybrane publikacje
- Picturae sacrae: motywy ikonograficzne malowideł przedkonstantyńskich w chrześcijańskich katakumbach Rzymu, Lublin: Redakcja Wydawnictw KUL 1990.
- Vestigia christianorum : świadectwa obecności chrześcijan w Rzymie przedkonstantyńskim, Lublin: Redakcja Wydawnictw KUL 1994.
- (redakcja) Sympozja Kazimierskie poświęcone kulturze świata późnego antyku i wczesnego chrześcijaństwa, pod red. Bożeny Iwaszkiewicz-Wronikowskiej, Lublin: TNKUL 1998.
- (redakcja) Sympozja Kazimierskie poświęcone kulturze świata późnego antyku i wczesnego chrześcijaństwa 2, pod red. Bożeny Iwaszkiewicz-Wronikowskiej, Daniela Próchniaka, Lublin: TNKUL 2001.
- (redakcja) Sympozja Kazimierskie poświęcone kulturze świata późnego antyku i wczesnego chrześcijaństwa 3, pod red. Bożeny Iwaszkiewicz-Wronikowskiej, Daniela Próchniaka, Lublin: Towarzystwo Naukowe Katolickiego Uniwersytetu Lubelskiego 2002.
- (redakcja) Sympozja Kazimierskie poświęcone kulturze świata późnego antyku i wczesnego chrześcijaństwa, t. 4: Męczennicy w świecie późnego antyku, pod red. Bożeny Iwaszkiewicz-Wronikowskiej, Daniela Próchniaka, Lublin: Towarzystwo Naukowe Katolickiego Uniwersytetu Lubelskiego 2004.
- (redakcja) Sympozja kazimierskie poświęcone kulturze świata późnego antyku i wczesnego chrześcijaństwa, t. 5: Miejsca święte w epoce późnego antyku, pod red. Bożeny Iwaszkiewicz-Wronikowskiej, Daniela Próchniaka, Lublin: Towarzystwo Naukowe Katolickiego Uniwersytetu Lubelskiego 2005.
- (redakcja) Sympozja kazimierskie poświęcone kulturze świata późnego antyku i wczesnego chrześcijaństwa, t. 6: Ofiara, kapłan, ołtarz w świecie późnego antyku, pod red. Bożeny Iwaszkiewicz-Wronikowskiej, Daniela Próchniaka, Lublin: Towarzystwo Naukowe Katolickiego Uniwersytetu Lubelskiego Jana Pawła II 2008.
- (redakcja) Sympozja Kazimierskie poświęcone kulturze świata późnego antyku i wczesnego chrześcijaństwa, t. 7: Pamięć i upamiętnienie w epoce późnego antyku, pod red. Bożeny Iwaszkiewicz-Wronikowskiej, Daniela Próchniaka, Anny Głowy, Lublin: Towarzystwo Naukowe Katolickiego Uniwersytetu Lubelskiego Jana Pawła II - Katolicki Uniwersytet Lubelski Jana Pawła II 2010.
- (redakcja) Sympozja Kazimierskie poświęcone kulturze świata późnego antyku i wczesnego chrześcijaństwa, t. 8: Granice świętości w świecie późnego antyku, pod red. Anny Głowy, Bożeny Iwaszkiewicz-Wronikowskiej, Lublin: Towarzystwo Naukowe Katolickiego Uniwersytetu Lubelskiego Jana Pawła II 2013.